# 愛琴海航空航點
以下是愛琴海航空的目的地（2011年4月） （页面存档备份，存于）：
- 以色列
  - 特拉維夫 （本-古里安國際機場）

- 奥地利
  - 維也納 （維也納國際機場）

- 比利时
  - 布魯塞爾 （布魯塞爾機場）

- 賽普勒斯
  - 拉納卡 （拉納卡國際機場）

- 法國
  - 巴黎 （巴黎－夏爾·戴高樂機場）

- 德国
  - 柏林 （柏林－泰格爾奧托·利林塔爾機場）
  - 杜塞爾多夫 （杜塞爾多夫國際機場）
  - 美因河畔法兰克福 （法兰克福机场）
  - 慕尼黑 （慕尼黑機場）
  - 斯圖加特 （斯圖加特機場）

- 希腊

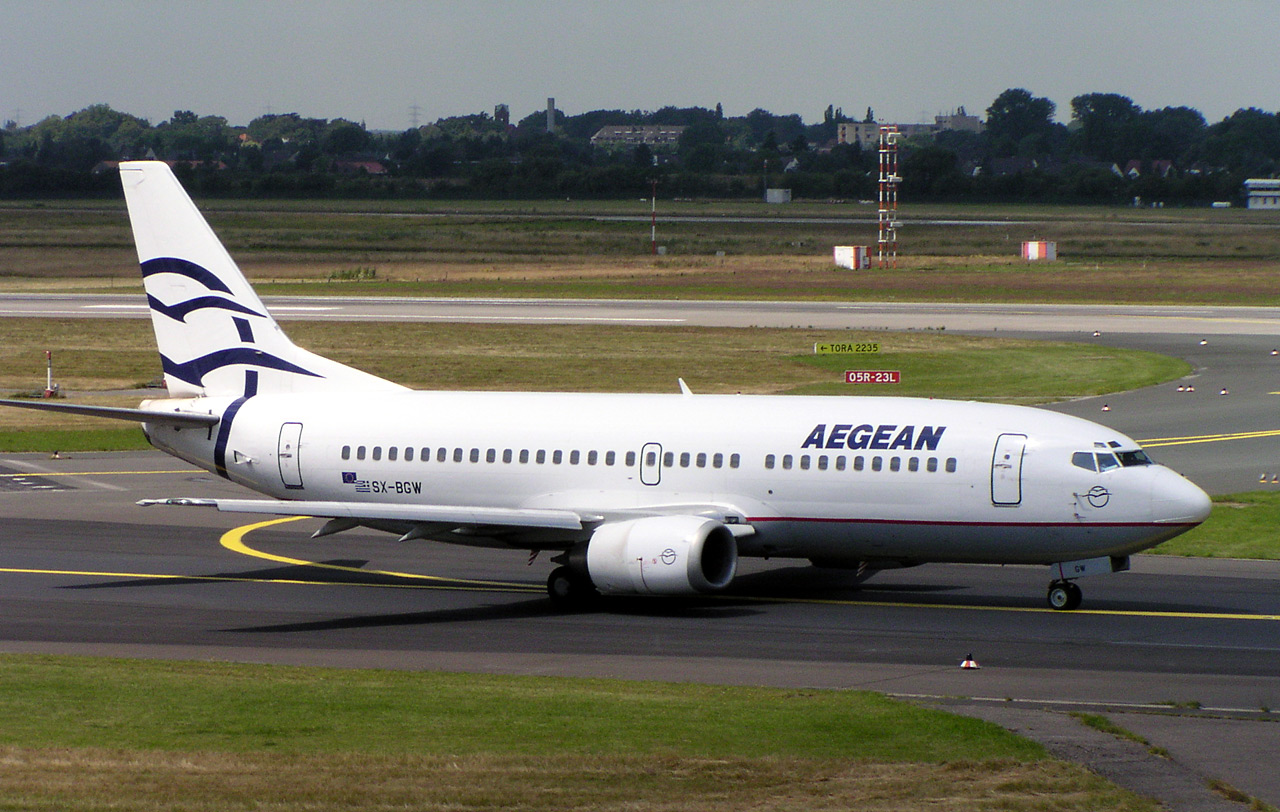
愛琴海航空波音737-300

  - 亞歷山德魯波利斯 （亞歷山德魯波利斯國際機場）
  - 雅典 （雅典國際機場）
  - 哈尼亚 （哈尼亞國際機場）
  - 希俄斯 （希俄斯島國家機場）
  - 克基拉島 （克基拉島揚尼斯·卡波迪斯特里亞斯國際機場）
  - 伊拉克利翁 （伊拉克利翁國際機場）
  - 科斯島 （科斯島國際機場）
  - 米科諾斯島 （米科諾斯島國家機場）
  - 米提利尼 （米提利尼國際機場）
  - 羅得島 （羅得島國際機場）
  - 薩摩斯島 （薩摩斯國際機場）
  - 聖托里尼 （聖托里尼國家機場）
  - 塞薩洛尼基 （塞薩洛尼基國際機場）

- 義大利
  - 米蘭 （米蘭－馬爾彭薩國際機場）
  - 羅馬 （羅馬－菲烏米奇諾列奧納多·達文西國際機場）
  - 威尼斯 （威尼斯－泰塞拉馬可·波羅國際機場）
  - 波隆納 （波隆納機場）

- 西班牙
  - 巴塞羅那 （巴塞羅那機場）
  - 馬德里 （馬德里－巴拉哈斯機場）

- 英国
  - 倫敦 （倫敦斯坦斯特德機場）